# Premier League 2023-2024 (calcio Bangladesh)
La Premier League 2023-2024, anche nota come ABG Bashundhara Bangladesh Premier League per motivi di sponsorizzazione, è stata la 16ª edizione della massima serie del campionato di calcio bengalese. Il campionato è iniziato il 22 dicembre 2023 e è concluso il 29 maggio 2024.
La squadra campione in carica è il Bashundhara Kings, che si è riconfermata vincendo il suo quinto titolo nazionale.

## Stagione

### Novità
Dalla scorsa edizione sono state retrocesse Muktijoddha Sangsad e AFC Uttara, ultime due classificate del campionato. Al loro posto sono stati promossi dalla Championship League Brothers Union e Gopalganj. Tuttavia, nell'ultimo giorno disponibile per la registrazione dei giocatori, il Gopalganj ha annunciato il suo ritiro dal campionato per problemi finanziari, riducendo il campionato da 11 a 10 squadre.

### Formula
Le 10 squadre partecipanti giocano un girone all'italiana con gare di andata e ritorno, per un totale di 18 giornate. Al termine di queste, la squadra prima in classifica è campione del Bangladesh e si qualifica per la AFC Challenge League 2024-2025, mentre le ultime due classificate retrocedono in Championship League.

## Squadre partecipanti
| Club                       | Città            | Stagione precedente     |
| -------------------------- | ---------------- | ----------------------- |
| Abahani Limited Chittagong | Dacca            | 8° in Premier League    |
| Abahani Ltd. Dacca         | Dacca            | 2° in Premier League    |
| Bangladesh Police          | Dacca            | ° in Premier League     |
| Bashundhara Kings          | Nilphamari Sadar | Campione del Bangladesh |
| Brothers Union             | Dacca            | Championship League     |
| Fortis                     | Dacca            | 7° in Premier League    |
| Mohammedan                 | Dacca            | 4° in Premier League    |
| Rahmatganj                 | Dacca            | 9° in Premier League    |
| Sheikh Jamal               | Dacca            | 6° in Premier League    |
| Sheikh Russel              | Dacca            | 5° in Premier League    |

## Classifica finale
|                       | Pos. | Squadra                    | Pt | G  | V  | N  | P  | GF | GS | DR  |
| --------------------- | ---- | -------------------------- | -- | -- | -- | -- | -- | -- | -- | --- |
| Bangladesh (bandiera) | 1.   | Bashundhara Kings          | 45 | 18 | 14 | 3  | 1  | 49 | 13 | +36 |
|                       | 2.   | Mohammedan                 | 35 | 18 | 9  | 8  | 1  | 40 | 17 | +25 |
|                       | 3.   | Abahani Ltd. Dacca         | 32 | 18 | 9  | 5  | 4  | 34 | 22 | +12 |
|                       | 4.   | Bangladesh Police          | 26 | 18 | 7  | 5  | 6  | 23 | 19 | +4  |
|                       | 5.   | Fortis                     | 24 | 18 | 6  | 6  | 6  | 21 | 23 | -2  |
|                       | 6.   | Sheikh Russel              | 19 | 18 | 4  | 7  | 7  | 20 | 24 | -4  |
|                       | 7.   | Abahani Limited Chittagong | 19 | 18 | 4  | 7  | 7  | 22 | 29 | -7  |
|                       | 8.   | Sheikh Jamal               | 17 | 18 | 4  | 5  | 9  | 14 | 24 | -10 |
|                       | 9.   | Rahmatganj                 | 16 | 18 | 2  | 10 | 6  | 19 | 26 | -7  |
|                       | 10.  | Brothers Union             | 7  | 18 | 1  | 4  | 13 | 21 | 66 | -45 |

Legenda:
      Campione del Bangladesh e qualificata per la AFC Challenge League 2024-2025.
 Retrocessione diretta.